# Kukësi nemzetközi repülőtér
A Kukësi nemzetközi repülőtér (IATA: KFZ, ICAO: LAKU) Albániában található, Kukës közelében. Rövid hossza miatt nagy gépek fogadására nem alkalmas.

## Képgaléria

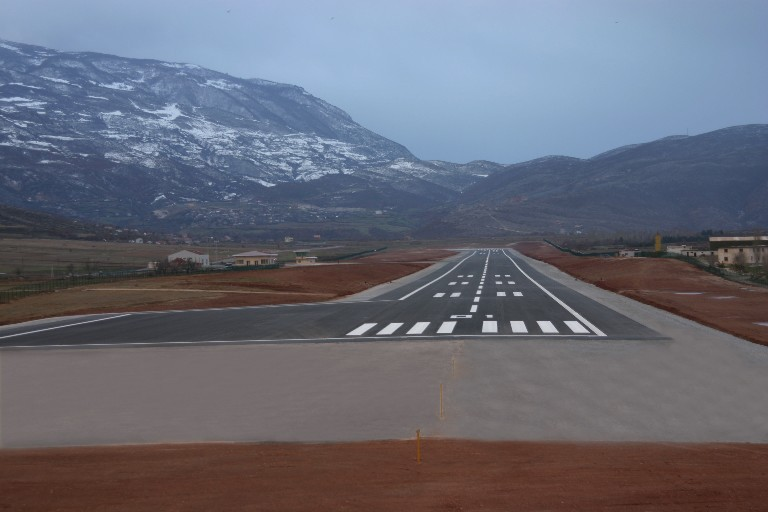
A repülőtér kifutópályája
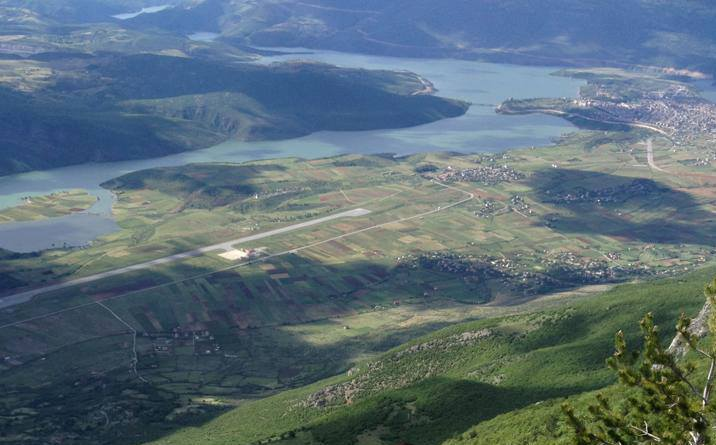
Panorámafotó a repülőtérről és a szomszédos településekről
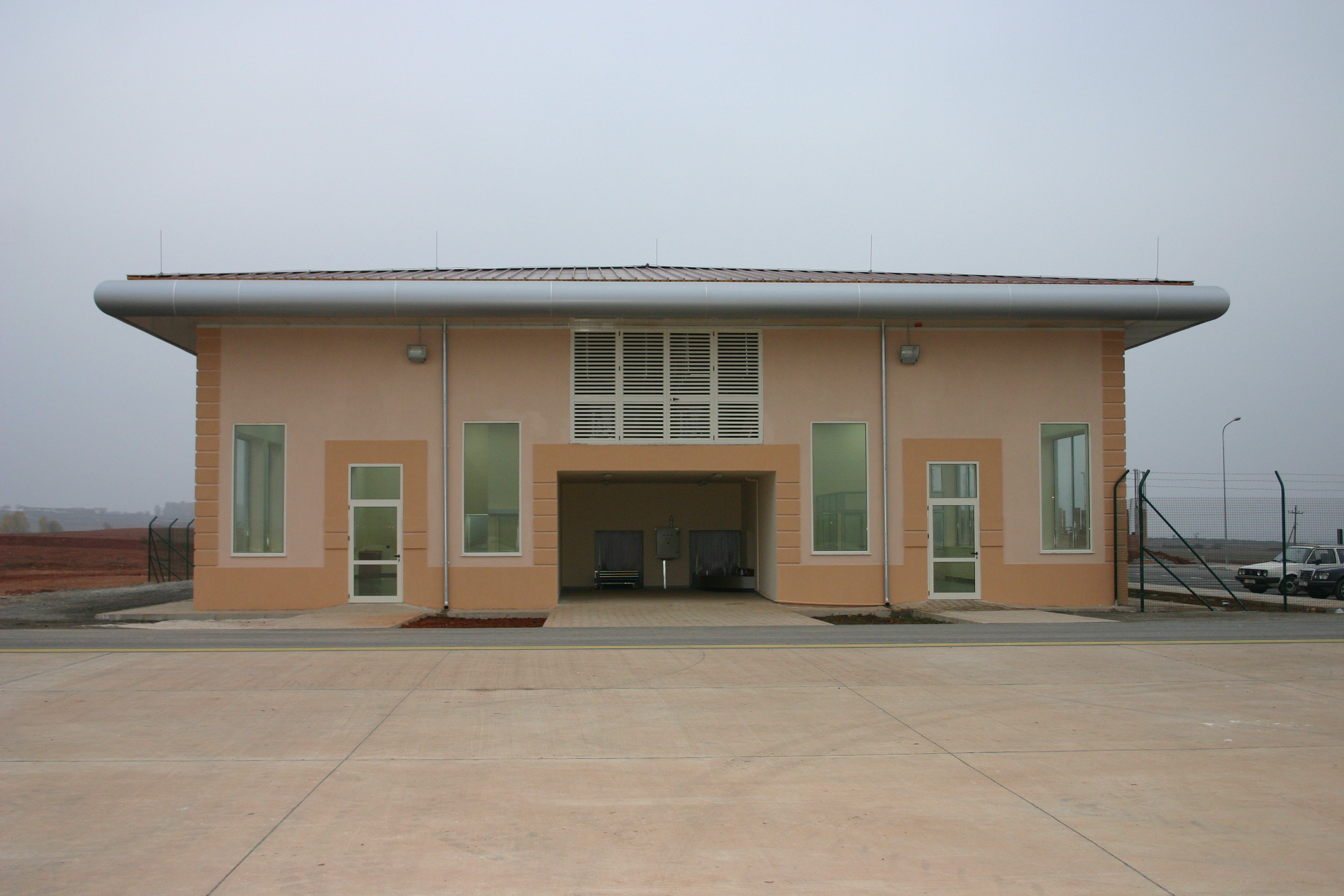
Kukës repülőtér terminál
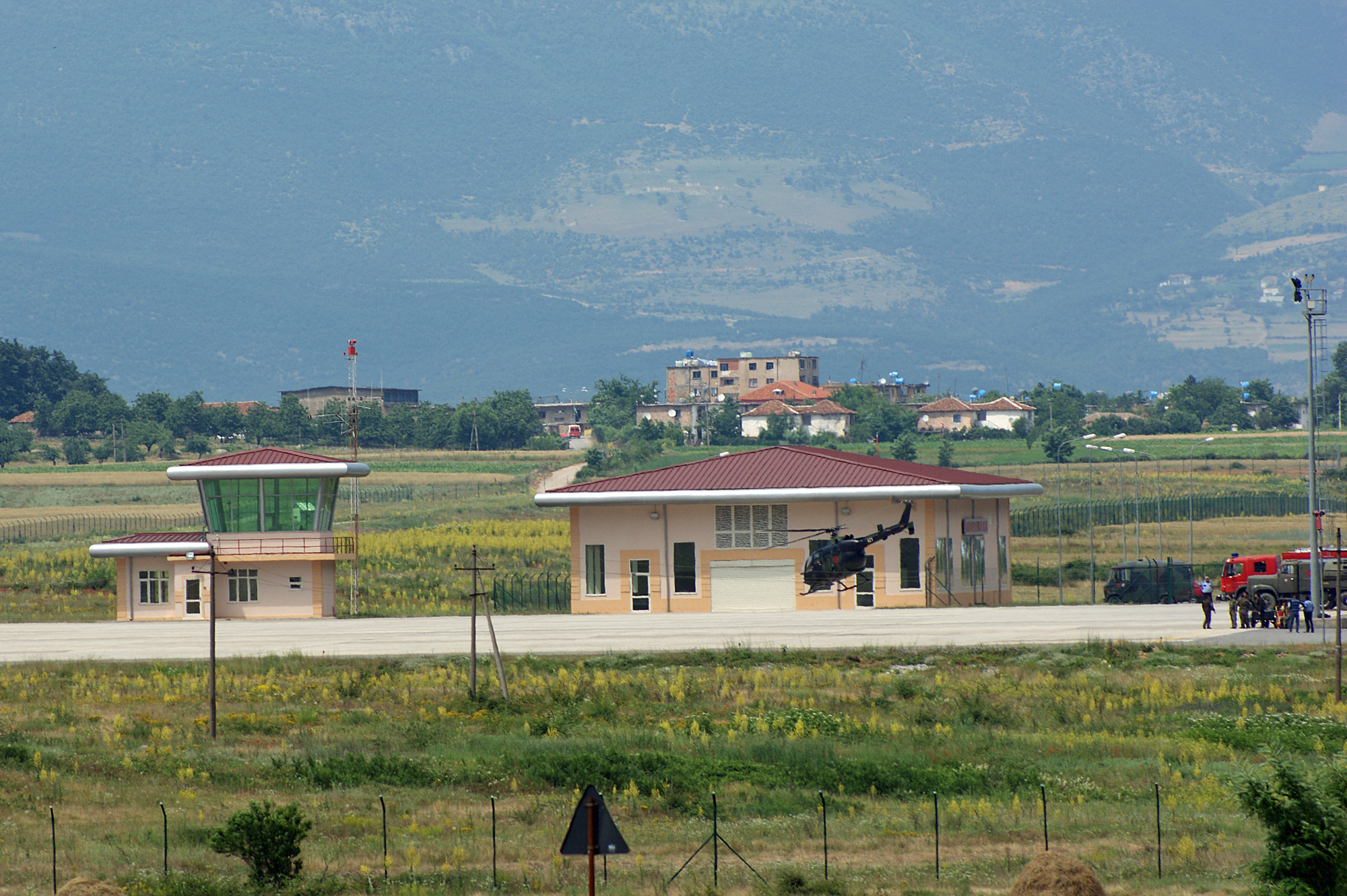
Helikopter landol a Kukës repülőtéren